# Jubileumsmedaille voor het Gouden Huwelijk in 1918
In december 1918 waren de Beierse koning en zijn gemalin 50 jaar getrouwd. Om dat te vieren werd in de herfst van dat jaar een Jubileumsmedaille voor het Gouden Huwelijk in 1918 (Duits: "Goldene Hochzeits-Jubiläumsmedaille") geslagen. Omdat Beieren een hongerwinter tegemoet ging en grondstoffen en metalen schaars waren werd de medaille in een goedkope legering, zogenaamd "Kriegsmetall" uitgevoerd.
In dit oorlogsmetaal komen zink en lood voor.
Toen de dag van het gouden huwelijk aanbrak was er al geen koning meer in Beieren. De vorst had op 12 november 1918 afstand moeten doen. De medaille werd desondanks aan hofpersoneel uitgereikt.
Ter gelegenheid van het huwelijk werd aan de gasten een verguld bronzen, of verguld oorlogsmetalen "Herinneringsteken aan het Gouden Huwelijk van het Koningspaar" uitgereikt.
Sint Anna-orde ·
Bloemenorde ·
Sint-Elisabeth-orde ·
Orde van de Fürstprängler ·
Huisridderorde van de Heilige Georg ·
Ridderlijk Gezelschap van de Heilige Georg in Franken ·
Huisridderorde van de Heilige Michaël ·
Huisridderorde van Sint-Hubertus ·
Orde van Verdienste van de Beierse Kroon ·
Orde van de Leeuw van de Palts ·
Ludwigsorde ·
Militaire Max Joseph-Orde ·
Maximiliaansorde voor Wetenschap en Kunst ·
Beierse Maximiliaansorde voor Wetenschap en Kunst ·
Orde voor de Militaire Gezondheidszorg ·
Ordre de Parfaite Amitié ·
Orde van de Rode Adelaar ·
Theresia-orde ·
Beierse Orde van Verdienste ·
Orde van Militaire Verdienste ·
Ludwigsmedaille
Zie ook: Ridderorden in Beieren · Onderscheidingen in Beieren